# Nokia N950
Il Nokia N950 è uno smartphone della Nokia, uscito a giugno del 2011, mai offerto in vendita al pubblico ma destinato solo agli sviluppatori MeeGo e del quale sono state prodotte 5000 unità.
Il telefono esiste in due varianti: uno, iniziale, noto con il nome N9-00 (da non confondersi con il Nokia N9), che aveva una scocca in argento, 512 MB di memoria principale e 64 GB di memoria interna; e una versione finale (rilasciata agli sviluppatori) con scocca nera, 1 GB di memoria principale e 16 GB di memoria interna.
Il Nokia N950, molto simile al Nokia N9, e successore del Nokia N900, è il secondo dispositivo Nokia con sistema operativo MeeGo. Si differenzia dal N9 per la scocca in alluminio, al contrario, il Nokia N9 ha una scocca in policarbonato; per la presenza di una tastiera QWERTY a scorrimento fisica (simile a quella del Nokia N97); per un display TFT LCD da 4 pollici (il Nokia N9 ha un display AMOLED da 3,9 pollici); per la fotocamera da 12 MPX (contro gli 8 MPX del Nokia N9); per la posizione della fotocamera frontale e per la batteria leggermente più piccola (1320 mAh vs 1450 mAh).